# وای۲کی (تهیه‌کننده موسیقی)
آری دیوید استراچه (به انگلیسی: Ari David Starace؛ زادهٔ ۲۷ ژوئیهٔ ۱۹۹۴) که با نام حرفه‌ای وای۲کی (به انگلیسی: Y2K) شناخته می‌شود، یک تهیه‌کننده و ترانه‌نویس آمریکایی است. وی بیشتر به‌خاطر ترانهٔ پرطرفدار «لالالا» که با رپر کانادایی بیبی‌نومانی همکاری کرده و خود وای۲کی آن‌را تولید کرده‌است، شناخته می‌شود. علاوه‌براین، وای۲کی برای هنرمندان برجسته‌ای همچون دوجا کت و یانگ گریوی نیز آثار مختلفی تولید کرده‌است.